# Jill Wilmot
Jill Wilmot (* 23. April 1987) ist eine ehemalige niederländische Fußballspielerin.

## Karriere

### Vereine
Wilmot begann im Alter von neun Jahren für den in der Gemeinde Wassenaar in der Provinz Zuid-Holland ansässigen Römisch-katholischen Sportverein Blauw-Zwart mit dem Fußballspielen.
Im Alter von 13 Jahren gehörte sie bereits der ersten Mannschaft der in der Gemeinde Sassenheim befindlichen Voetbalvereniging Ter Leede an, für die sie bis zu ihrem Alter von 20 Jahren in der Hoofdklasse, der seinerzeit höchsten Spielklasse im niederländischen Frauenfußball, zu Punktspielen, zum Seniorinnendebüt und zu ersten Titeln kam; zuletzt 2007 zum Double (Meisterschaft und Vereinspokal) unter Trainerin Sarina Wiegman.
Mit der Einführung der Eredivisie als landesweite und höchste Spielklasse, die die Hoofdklasse ab der Saison 2007/08 ablöste, gelangte Wilmot nach Den Haag, wo sie beim ADO Den Haag Aufnahme fand. In einem Teilnehmerfeld von sechs Mannschaften, in dem jede Mannschaft viermal (doppelte Hin- und Rückrunde) gegeneinander spielte, schloss sie diese mit ihrer Mannschaft auf Platz 4 ab. In der Folgesaison – nunmehr mit sieben Mannschaften und sie  Spielführerin – wurde diese bereits auf Platz 2 beendet, wie auch die beiden darauf folgenden Saisonen. Am Ende ihrer letzten Saison 2011/12 – sie erzielte zehn Tore in 18 Punktspielen und war mit zwei Toren am höchsten Ligasieg beim 8:0 bei PEC Zwolle zum Saisonstart beteiligt – gewann sie mit ihrer Mannschaft – mit 14 Punkten Vorsprung auf den Vorjahresmeister FC Twente Enschede – die Meisterschaft und auch den Vereinspokal des KNVB, der im Finale im heimischen Kyocera Stadion mit dem 5:2-Sieg über den VVV-Venlo errungen wurde. Nach den beiden Erfolgen kehrte sie nach Sassenheim zurück und schloss sich der ersten Mannschaft der VV Ter Leede an, für die sie bis zum Saisonende 2017/18 aktiv war. Seit 2018 gehört(e) sie dem Ende 2017 von fünf Frauen gegründeten UVS Leiden in der 3. Liga C an.

### Nationalmannschaft
Als Nationalspielerin des KNVB kam sie zunächst für die U19-Nationalmannschaft zu Länderspielen. Für die angestrebte Teilnahme an der vom 20. bis zum 31. Juli 2005 in Ungarn stattfindenden Europameisterschaft wurde sie in jeweils drei Spielen der ersten und zweiten Qualifikationsrunde eingesetzt. In den ersten beiden mit 3:0 und 7:0 siegreichen Spielen der Gruppe 1 über die U19-Nationalmannschaften Bosniens und Sloweniens erzielte sie jeweils ein Tor und damit auch ihre ersten Länderspieltore. Für das Turnier im Folgejahr in der Schweiz (11. bis 22. Juli 2006) bestritt sie zuvor ebenfalls alle sechs Qualifikationsspiele, in denen ihr drei Tore gelangen. Für die Endrunde qualifiziert, kam sie in allen drei (verlorenen) Spielen der Gruppe B zum Einsatz.
Für die A-Nationalmannschaft kam sie in drei Länderspielen zum Einsatz; diese bestritt sie alle bei ihrer Teilnahme am Turnier um den Zypern-Cup 2011 – für das sie von Trainer Roger Reijners berufen wurde – als Einwechselspielerin mit einer Gesamtspielzeit von 40 Minuten. Sie erfuhr im zweiten und dritten Spiel der Gruppe B Berücksichtigung und wurde auch im erreichten Finale gegen die Nationalmannschaft Kanadas am 9. März in Paralimni eingesetzt. Bei der 1:2-Niederlage, die erst in der Verlängerung erlitten wurde, kam sie für Mandy van den Berg in der 112. Minute ins Spiel.

## Erfolge
Nationalmannschaft
- Zypern-Cup-Finalist 2011

ADO Den Haag
- Niederländischer Meister 2012
- Niederländischer Pokalsieger 2012

VV Ter Leede
- Niederländischer Meister 2001, 2003, 2004, 2007
- Niederländischer Pokalsieger 2001, 2007